# Der Schauspieldirektor
Le Directeur de théâtre

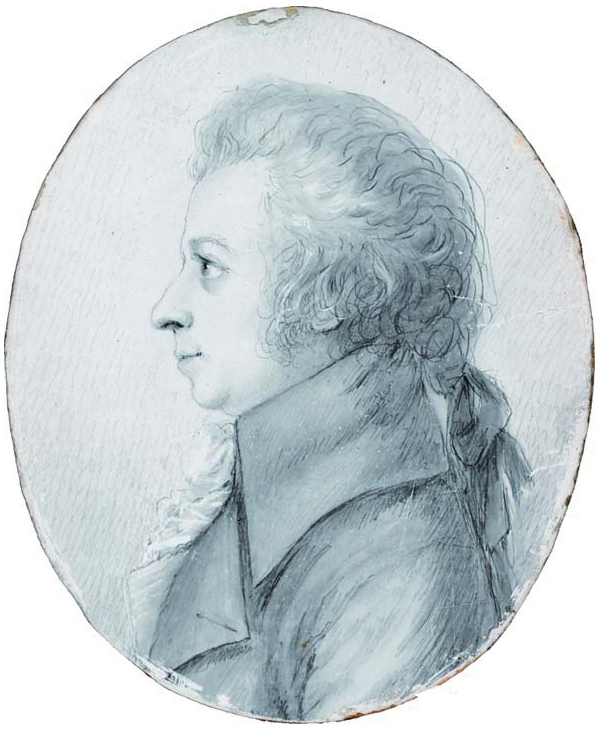
Mozart en 1789
Portrait exécuté à la pointe d'argent par Doris Stock

Der Schauspieldirektor, K. 486 (Le Directeur de théâtre) est un singspiel composé par Wolfgang Amadeus Mozart sur un livret allemand de Gottlieb Stephanie.
Mozart écrivit l'opéra pour une compétition musicale organisée le 7 février 1786 par l'empereur Joseph II à l'Orangerie du château de Schönbrunn à Vienne. L'idée était d'opposer un singspiel en allemand à un opéra italien. L'œuvre italienne était l'opera buffa Prima la musica, poi le parole (« D'abord la musique, ensuite les paroles ») d'Antonio Salieri.
L'ouverture du Schauspieldirektor présente des traits communs avec celle de l'opéra Le nozze di Figaro, qui fut composé à la même époque et créé quelques mois plus tard.
La partition ne comprend que quatre numéros (environ 30 minutes, y compris l'ouverture) entourés de nombreux dialogues parlés. Dans les productions actuelles, le texte est souvent entièrement réécrit.

## Argument
L'intrigue de Der Schauspieldirektor repose principalement sur les démêlés d'un impresario qui a l'autorisation de monter une nouvelle troupe. Il fait passer une audition pour recruter  les membres de la troupe, et doit faire face notamment aux rivalités entre Frau Herz et Fraülein Silberklang dénommées les querelleuses prime donne (« Ich bin die erste Sängerin! »).

## Distribution
| Roles                        | Tessitures | Création, 7 février 1786 (chef inconnu) |
| ---------------------------- | ---------- | --------------------------------------- |
| Frank, impresario            | rôle parlé | Johann Gottlieb Stephanie               |
| Eiler, banquier              | rôle parlé | Johann Franz Hieronymus Brockmann       |
| Buff, chanteur               | basse      | Joseph Weidmann                         |
| Vogelsang, chanteur          | ténor      | Johann Valentin Adamberger              |
| Mme Herz, cantatrice         | soprano    | Aloysia Weber                           |
| Mlle Silberklang, cantatrice | soprano    | Katharina Cavalieri                     |
| Herz, acteur                 | rôle parlé | Joseph Lange                            |
| Mme Pfeil, actrice           | rôle parlé | Anna Maria Stephanie                    |
| Mme Krone, actrice           | rôle parlé | Johanna Sacco                           |
| Mme Vogelsang, actrice       | rôle parlé | Maria Anna Adamberger                   |

## Numéros musicaux
Ouverture
- 1ère page du manuscritno 1 : « Da schlägt des Abschieds Stunde »/Voila que sonne l'heure de l'adieu - Mme Herz

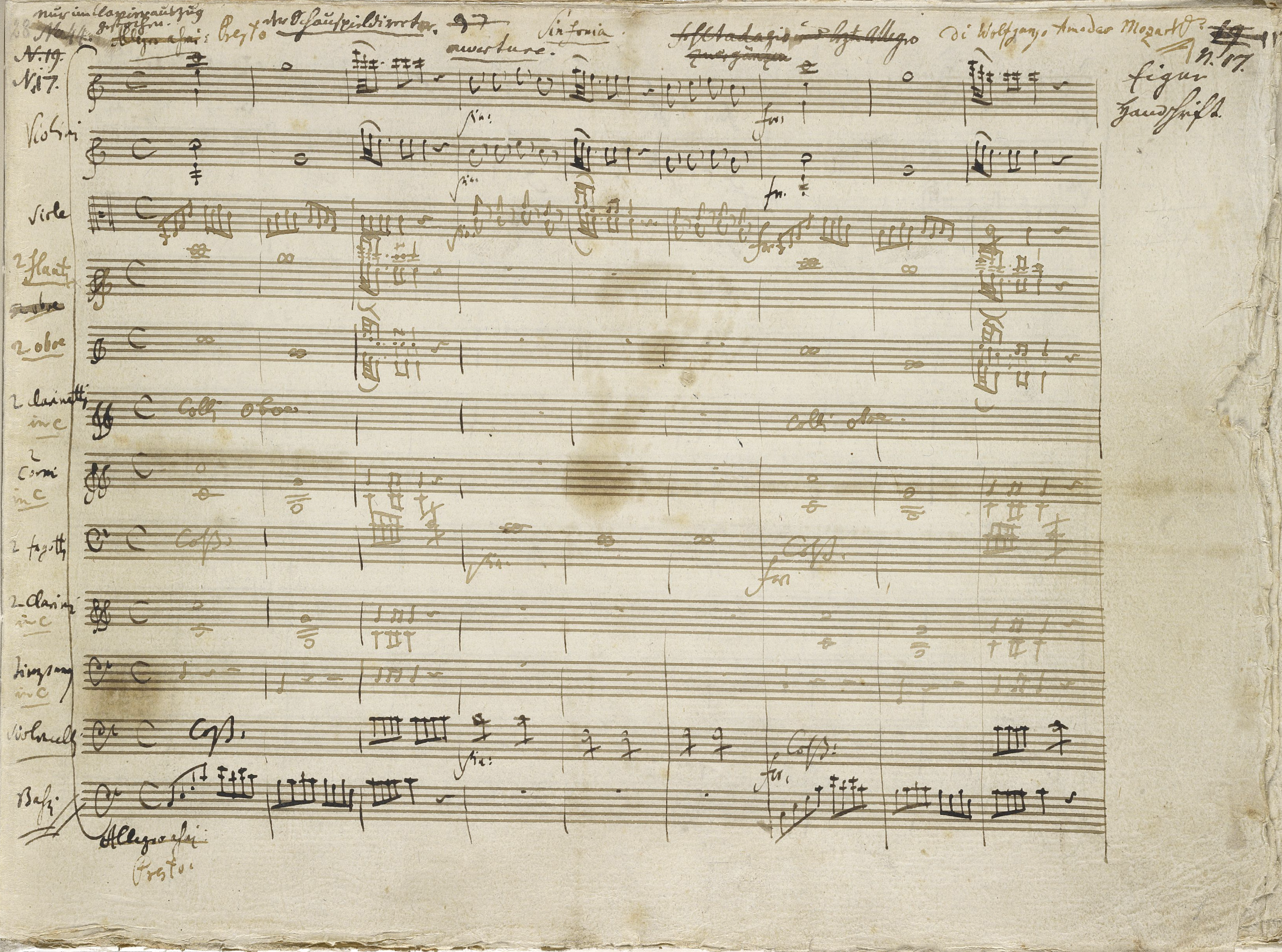
1ère page du manuscrit

- no 2 : « Bester Jüngling »/Le meilleur jeune homme - Mme Silberklang
- no 3 : Trio « Ich bin die erste Sängerin »/Je suis la première chanteuse - Mme Silberklang, Mme Herz, Vogelsang (ténor)
- no 4 : Vaudeville - Mme Silberklang, Mme Herz, Vogelsang, Buff.